# Monti Kipengere
I monti Kipengere, noti anche come monti Livingstone, si trovano nel sudovest della Tanzania e chiudono a nord il bacino del lago Niassa. La porzione settentrionale della catena è conosciuta anche come monti Poroto e la parte più prossima al lago Niassa è nota anche come monti Kinga. Questa dorsale si snoda dalla valle del fiume Great Ruaha, a nord, fino al fiume Ruhuhu.
All'interno della catena è stato costituito il parco nazionale di Kitulo, una riserva destinata alla protezione della flora ricca e caratteristica del clima umido montuoso africano.
Il clima generalmente è salutare, con gelate nei mesi invernali. Si possono coltivare con buoni risultati i raccolti tipici della zona temperata. Ai piedi delle montagne, sul lago Niassa, si trovano i porti di Manda, presso la foce del Ruhuhu e Matema, all'estremo nordorientale del lago.

## Geografia
Dalla città di Mbeya, la catena si estende verso sudest e forma uno dei margini orientali della scarpata della Rift valley, lungo un tracciato di circa 100 km che accompagna la costa nordorientale del lago fino al fiume Ruhuhu.
Si presenta come una catena di montagne con l'aspetto di un altopiano e proprio dall'altopiano umido di Usangu, alimentato da una miriade di piccoli affluenti che drenano le cime della catena, nasce il fiume Great Ruaha. Nella porzione settentrionale della catena, si trova uno dei laghi craterici maggiori dell'Africa: il lago Ngozi.
Il punto più elevato è il monte Jamimbi, le cui pendici precipitano direttamente nel lago.
Le terre alte sono coperte di erbe, mentre nelle depressioni all'interno delle valli si trova la parte forestata, le pendici più basse sono coperte di arbusti.
In molte zone, le montagne presentano piuttosto l'aspetto di un altopiano piuttosto che quello di una vera e propria catena montuosa, ma la denominazione è giustificata dal fatto che queste formano una striscia relativamente sottile che declina precipitosamente sia a est che a ovest.
Il margine settentrionale è ben marcato a 8° 50' S dalla scarpata che termina nella valle del Ruaha, che è considerata come la diramazione nord-est del tracciato principale della Rift Valley. A sud, i Kipengere terminano nella valle profonda del Ruhuhu, all'altezza dei 10° 30' S, che segna la prima netta interruzione nelle montagne che chiudono a nord la riva del lago Malawi.

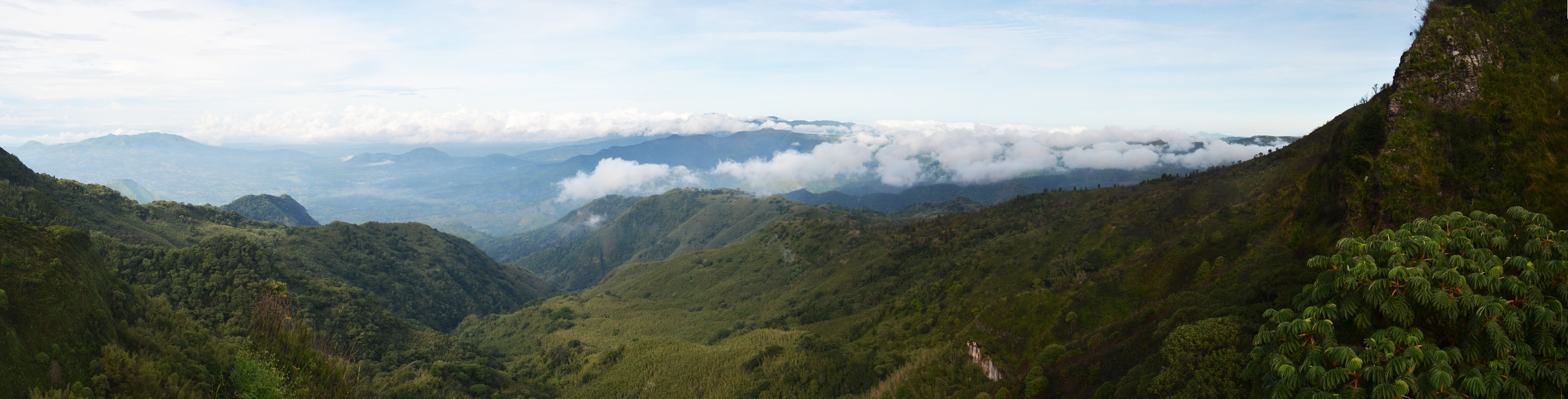
Panorama dei monti Kipengere e delle loro foreste, riprese dall'altopiano di Kitulo, verso ovest

## Geologia
Geologicamente, la catena è formata sul bordo del lago, da una zona di gneiss organizzata in corrugamenti e valli generalmente parallele all'asse principale.
La cresta più vicina al lago culmina con il monte Jamimbi (scritto anche Chamembe), a 9° 41' S, che raggiunge i 2.925 m sul livello del mare, e la cui medesima pendice scoscesa sprofonda nel sottosuolo senza soluzione di continuità.
Nella parte meridionale, la catena sembra avere un'ampiezza di appena 30 km, ma a settentrione si amplia fino al doppio, fino a essere interrotta dalla depressione di Buany, drenata in direzione della valle del Ruaha. Poco a sud di questa, si trova la cima più elevata della catena. A nord e a est di Buany, così come in genere nella parte orientale della catena, le montagne si presentano con la sommità appiattita, composte superiormente da strati orizzontali di quarziti, arenarie e conglomerati. Le montagne sono generalmente ammantate di erbe ben sviluppate, le foreste si trovano nelle spaccature, mentre le pendici che scendono verso il lago sono caratterizzate da una rada vegetazione arbustiva.